# Giải quần vợt Wimbledon 2021 - Đôi xe lăn quad
Dylan Alcott và Andy Lapthorne là đương kim vô địch, nhưng cả hai chọn thi đấu cùng với đồng đội khác. Lapthorne đánh cặp với David Wagner và bảo vệ thành công danh hiệu, đánh bại Alcott và Sam Schröder trong trận chung kết, 6–1, 3–6, 6–4.

## Kết quả

### Từ viết tắt
| - Q = Vòng loại - WC = Đặc cách - LL = Thua cuộc may mắn - Alt = Thay thế - SE = Miễn đặc biệt | - PR = Bảo toàn thứ hạng - w/o = Thắng nhờ đối thủ rút lui trước trận đấu - r = Bỏ cuộc giữa trận đấu - d = Bị xử thua - SR = Xếp hạng đặc biệt |

### Chung kết
|  | Chung kết |                             |   |   |   |  |
|  |           |                             |   |   |   |  |
|  |           | Dylan Alcott Sam Schröder   | 1 | 6 | 4 |  |
|  |           | Dylan Alcott Sam Schröder   | 1 | 6 | 4 |  |
|  |           | Andy Lapthorne David Wagner | 6 | 3 | 6 |  |